# Henry Bauër
Pour les articles homonymes, voir Bauer.
Adolphe François Henri Bauër, dit Henry Bauër, né le 17 mars 1851 à Paris et mort le 21 octobre 1915 à Paris 7e, est un écrivain, polémiste, critique et journaliste français.
Fils naturel d'Alexandre Dumas, Henry Bauër combat, à l’âge de 20 ans, sous la Commune, notamment comme officier des troupes communardes lors de la semaine sanglante du 22 au 28 mai 1871. Lors de la répression de l’insurrection, il est condamné à un exil de sept ans en Nouvelle-Calédonie. À son retour, il tient une place influente comme journaliste et critique de théâtre au quotidien l'Écho de Paris où il s’investit massivement en faveur de la nouvelle littérature, en particulier le naturalisme, soutenant, entre autres, Émile Zola tant dans ses aspirations littéraires que dans l’affaire Dreyfus. Il est également au nombre des rares partisans d’Ubu roi d’Alfred Jarry.

## Biographie

### Origine et jeunesse
Henry Bauër est né de la liaison d’Alexandre Dumas père avec Anna Bauër, une Allemande de confession juive du pays de Bade, épouse de Karl-Anton Bauer, un agent commercial autrichien vivant à Paris, où il orthographie son patronyme « Bauër » avec le tréma. Après l’émigration de Karl-Anton en Australie, l’enfant grandit auprès de sa mère. Habile en affaires, celle-ci subvient seule à l’éducation de son fils.
Après ses études au lycée Louis-le-Grand, Henry Bauër s’inscrit à la faculté de droit et de médecine, pour des études qui ne le mènent à rien. Il rejoint bientôt la bohème du Quartier latin, lit Proudhon et se rapproche de plus en plus des milieux révolutionnaires. Il entre à plusieurs reprises en conflit, à l’occasion de l’organisation ou de la participation à des évènements publics, avec la justice du Second Empire. Il purge ainsi, au cours de l’année 1870, plusieurs mois de prison pour diverses activités politiques (émeute, réunion publique sans autorisation, lèse-majesté, etc.), avant d’être libéré par la foule des manifestants le jour de la proclamation de la République, le 4 septembre 1870.
Bauër qui, après la déclaration de guerre de la France à l’Allemagne le 19 juillet 1870, s’était porté volontaire pour le service militaire, devance l’appel en s’engageant dans la Garde nationale.

#### Engagement dans la Commune
À nouveau arrêté en octobre 1870 après sa participation aux manifestations du 31, il partage la cellule de la future sommité de la Commune Gustave Flourens, qui l’impressionne fortement, comme il le rapporte dans ses mémoires. Libéré par des hommes de la Garde nationale commandés par Amilcare Cipriani dans la nuit du 21 au 22 janvier 1871, il commence à écrire pour divers journaux révolutionnaires, notamment le Cri du Peuple de Jules Vallès. C’est à cette occasion qu’il choisit le nom de plume d’« Henry Bauër » qu’il conserve pour le restant de sa vie. Dans ses chroniques, le jeune journaliste de 19 ans critique la capitulation des forces armées françaises et prend parti pour les forces de la classe ouvrière, comme dans l’article « Les Jeunes » du 23 février 1871 : 

« Devant toutes ces hontes et ces reniements, un seul parti est resté fidèle à son poste de combat : c’est le parti des travailleurs, c’est le parti des déshérités, c’est le parti de l’avenir. Ce doit être le nôtre, à nous, qui avons vingt ans. »

À la proclamation de la Commune de Paris le 18 mars 1871, Henry Bauër est nommé capitaine de la Garde nationale à l’état-major général du général Eudes. Le 10 mai, il est nommé commandant de la sixième Légion fédérée de la Commune, et le 22 mai, chef de l’état-major général du capitaine Régère, où il prend part, comme officier aux sanguinaires batailles de rue de la semaine sanglante, en particulier dans le quartier du Montparnasse.
À la chute de la Commune, Bauër fuit la capitale avant d’être arrêté, le 21 juin 1871, à Joinville-le-Pont et amené à l’Orangerie du château de Versailles, où étaient retenus les prisonniers communards. Les brevets d’officier trouvés chez lui le font condamner à l’exil, au conseil de guerre, où il passe le 25 septembre. Sa mère ayant tenté en vain une instance d’appel et un recours en grâce, il est embarqué le 1er mai 1872 avec 300 communards sur un navire en partance pour la Nouvelle-Calédonie.

### Sept ans d’exil en colonie pénitentiaire

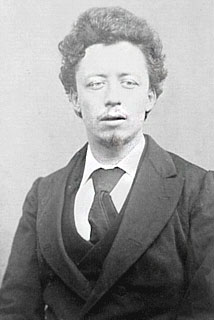
Henry Bauër jeune.

Après une traversée de cinq mois passée en partie en cellule disciplinaire, au pain et à l’eau pour avoir refusé d’exécuter un ordre, Bauër arrive à Nouméa et doit s’installer dans la presqu'île de Ducos, où se trouvait la colonie pénale française.
Également soupçonnée d’avoir soutenu la Commune, sa mère, qu’il tient régulièrement informée des privations qu’il subit en Nouvelle-Calédonie, est expulsée du territoire français. C’est de Genève et Lausanne, où elle vit désormais, que celle-ci lui envoie toujours de l’argent pour vivre.
En Nouvelle-Calédonie, Bauër fait la connaissance de nombreux Communards de premier plan, comme Gaston Caulet du Tayac et surtout Louise Michel à qui le lie bientôt une amitié étroite qui se traduit par une correspondance permanente. Bauër fournit des articles aux journaux français sur les bagnes de Nouvelle-Calédonie et organise, souvent en collaboration avec Louise Michel, un certain nombre de manifestations culturelles, y compris une soirée de musique kanak. Il rédige également la Revanche de Gaëtan, une pièce de théâtre imprimée en 1879 à Nouméa.
Malgré la prière de son fils de n’en rien faire, Anna Bauër vient lui rendre visite en Nouvelle-Calédonie, où elle arrive au début de 1875. Elle loue une maison à Nouméa, où elle vit 15 mois jusqu’à son expulsion par le gouverneur de la colonie pénitentiaire.

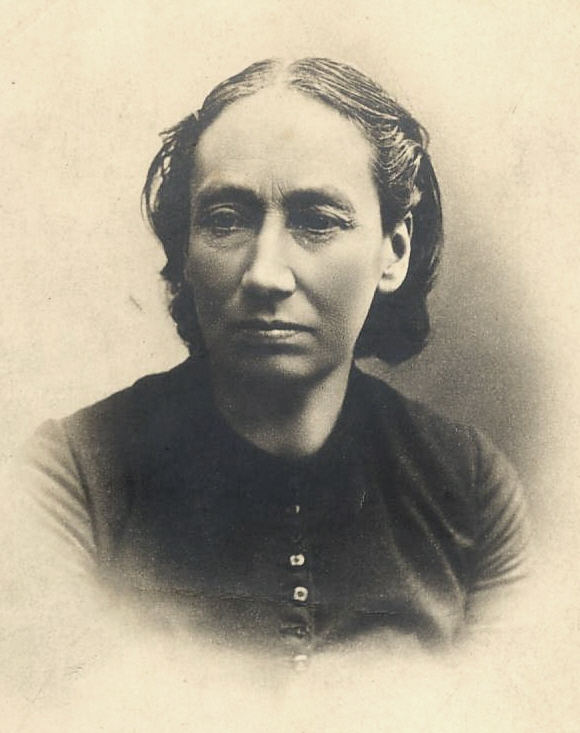
Louise Michel.

Le 12 juillet 1876, Bauër adresse un recours en grâce au Président Mac-Mahon, qui est rejeté en mars 1877. À la suite de la démission de Mac-Mahon en janvier 1879, l’Assemblée nationale décrète une amnistie partielle pour les actes en relation avec la Commune. L’absence du nom de Bauër de la liste des amnistiés redouble l’énergie de sa mère qui écrit à nouveau, en avril 1879, au nouveau président Jules Grévy pour obtenir le pardon de son fils, en y joignant une lettre de recommandation de Jules Favre, Édouard Lockroy et Victor Hugo.
Ayant enfin obtenu gain de cause, Bauër quitte, le 19 juillet 1879, la Nouvelle-Calédonie et débarque en octobre en France. Il raconte à Daudet et à Goncourt, selon le Journal de celui-ci, à la date du 20 avril 1893, « qu'il était arrivé à ne plus parler et qu'à sa rentrée en France, il était resté pendant des années silencieux, muet ».

### Critique de théâtre engagé

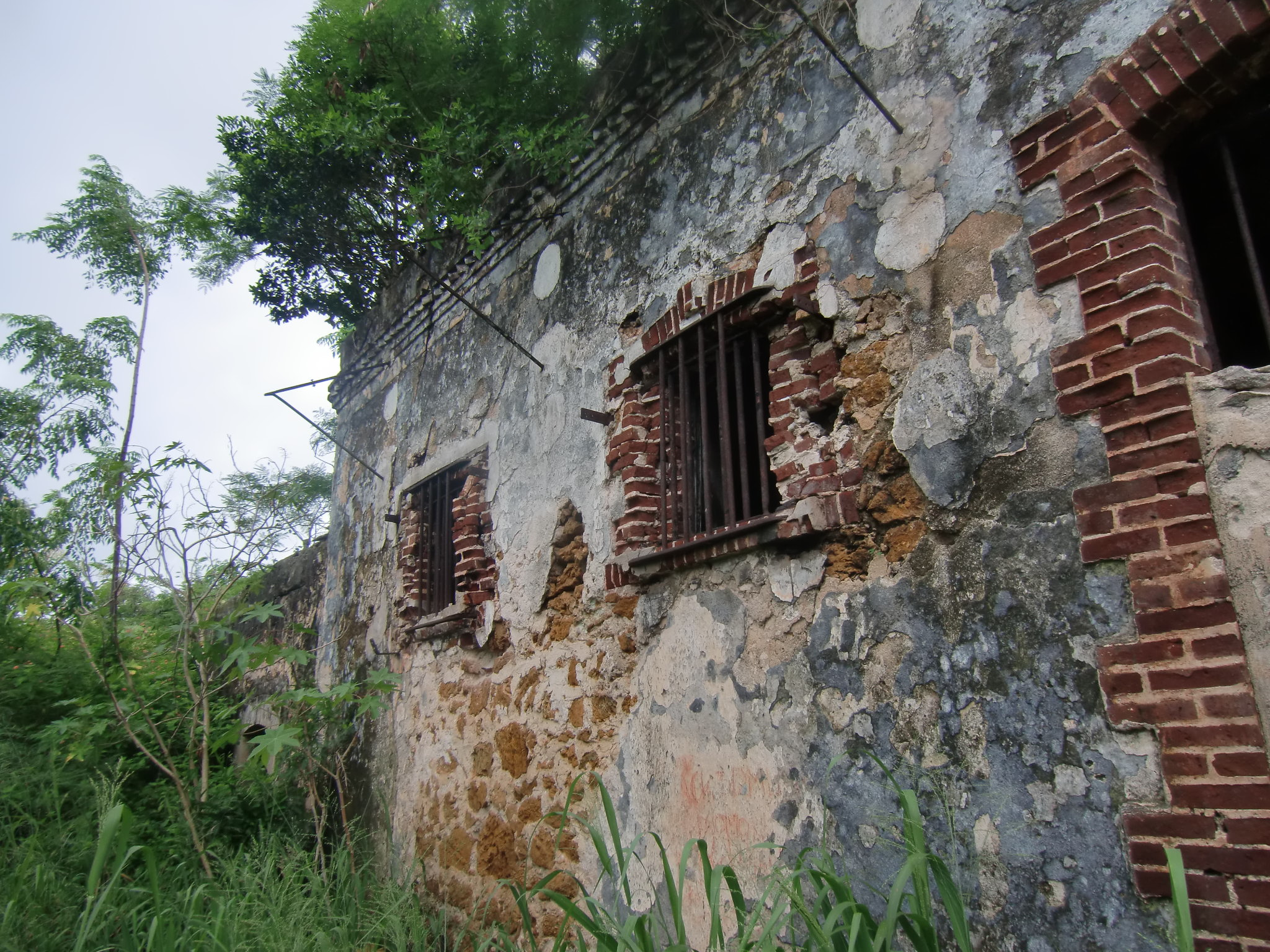
Le bagne de Nouvelle-Calédonie.

Le 24 mars 1880, Bauër, âgé de 29 ans, épouse, largement contre la volonté de sa mère, Pauline Lemariée, de 13 ans plus jeune que lui. Louis Blanc était au nombre des témoins du mariage. Pendant sa lune de miel, le jeune couple se rend au festival de Bayreuth, car Bauër a raffolé toute sa vie de la musique de Richard Wagner, ce que reflète également son activité journalistique. En 1882, naît Charles, le premier enfant du couple. En 1884, il perd sa mère. En 1888, son deuxième fils, Gérard, voit le jour.
En 1881 Bauër reprend son activité de journaliste, écrivant tout d’abord pour le Réveil fondé par Lanessan, et auquel collaboraient, entre autres, Verlaine. On y trouvait également Alphonse Daudet qui l’a remarqué et désigné comme son successeur comme critique de théâtre. En 1884, l’éditeur du Réveil, Valentin Simond lance le quotidien l'Écho de Paris où Bauër reste jusqu’en 1898, époque à laquelle il compte au nombre des critiques de théâtre les plus influents de France, publiant régulièrement une colonne en première page, se réservant la critique de toutes les premières importantes des théâtres parisiens, rédigeant deux fois par semaine une chronique sur la vie littéraire parisienne.

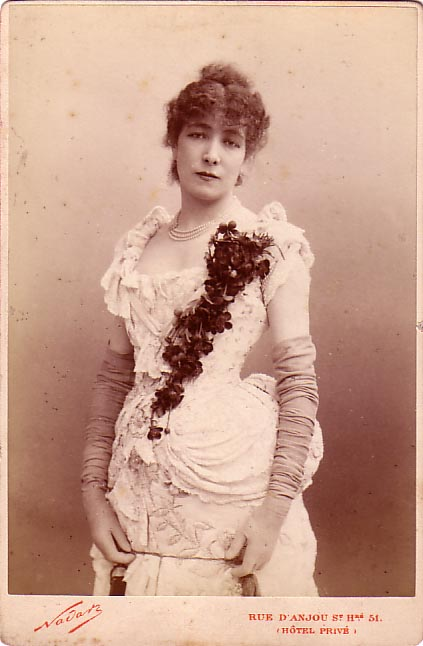
Sarah Bernhardt.

Bauër, à qui importait tout particulièrement le nouveau théâtre naturaliste, défendait avec véhémence le Théâtre-Libre d’André Antoine et le théâtre de l'Œuvre de Lugné-Poë, contribuant à la percée d’écrivains comme Octave Mirbeau, prenant le parti d’Émile Zola dans les débats sur ses textes littéraires, mais également dans l’affaire Dreyfus, et contribuant de plus grandement, par sa position de critique, à introduire en France des « hommes du nord comme Henrik Ibsen, August Strindberg et Léon Tolstoï.
Bauër a également soutenu d’autres jeunes artistes étrangers au naturalisme, comme Oscar Wilde et son Salomé qu’il a défendu contre les attaques violentes sur la décadence de l’œuvre. Lors du scandale suscité par Ubu roi, il est le seul critique reconnu à avoir été du côté d’Alfred Jarry. Il portait aussi une prédilection particulière à l’actrice Sarah Bernhardt, dont il a salué la performance dans de nombreux articles enthousiastes, et avec qui il vécut une histoire d’amour passionnée qui dura sept ans. Il a également victorieusement lutté pour imposer Wagner, Ibsen, Becque, Courteline, Curel, etc.
Sa collaboration à l’Écho de Paris n’a pas empêché Bauër de publier une série d’ouvrages. Le roman Une comédienne (1889) et le recueil de nouvelles De la vie et du rêve (1896) n’eurent pas grand succès, tandis que les Mémoires d’un jeune homme, roman fortement teinté d’autobiographie a été remarqué, même à l’étranger.
Sa carrière de critique rapportant des revenus considérables à Bauër, dont la famille habitait une maison au Vésinet, il pouvait se permettre un autre domicile en Bretagne en plus d’un appartement parisien occupant plus de deux étages. Cependant, ses prodigalités tant pour promouvoir des projets théâtraux que privés le laissèrent dans une mauvaise posture financière après la fin de ses activités à l’Écho de Paris.

### Dernières années

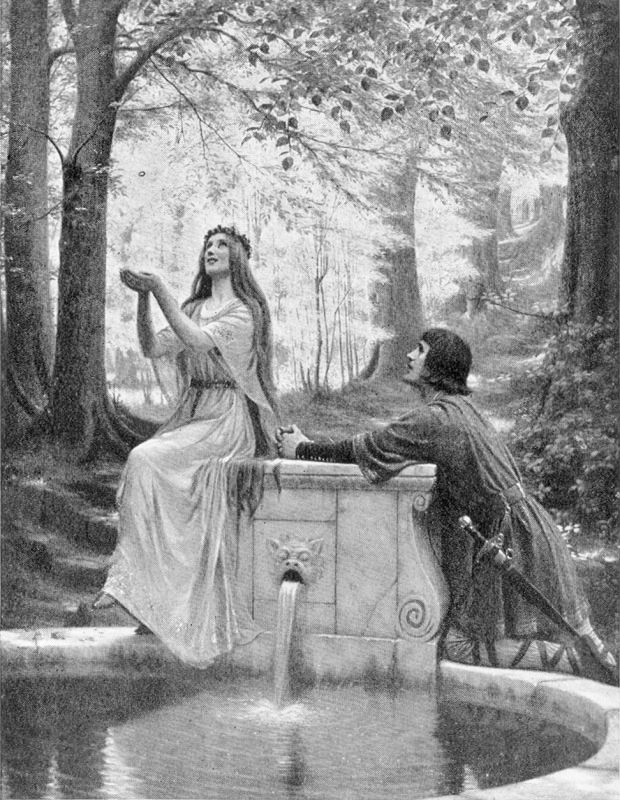
Pelleas et Melisande d’Edmund Blair Leighton.

La prise de position de Bauër en faveur de Zola et de Dreyfus n’était déjà pas en phase avec la ligne politique de l’Écho de Paris dont l’orientation était plutôt conservatrice, mais les tensions se sont aggravées avec les conflits autour d’Ubu roi. Par conséquent, Bauër a fini par quitter le journal en 1898 pour écrire des critiques de théâtre, mais avec une portée distinctement plus petite, pour le journal socialiste la Petite République. Écrivant à l’occasion dans les feuilles influentes, il défend avec véhémence Pelléas et Mélisande de Debussy en 1902 dans le Figaro.
Un recueil de ses chroniques à l’Écho de Paris est publié en 1899 sous le titre d’Idée et Réalité. Bauër s’est en outre essayé à la comédie, donnant Sa maîtresse en 1900 (imprimée en 1903) au théâtre du Vaudeville où elle ne dépassa pas les douze représentations. Chez les bourgeois (imprimé en 1909) fut à peine remarqué.
Tombé malade en 1915, Bauër se rend à Évian sur le lac Léman, afin de se rétablir, mais son état se détériore néanmoins rapidement si bien que son fils Gérard l’amène à l’hôpital à Paris, où il meurt à l’âge de 64 ans. Ses funérailles ont eu lieu au colombarium du cimetière du Père-Lachaise et ses cendres amenées dans la crypte familiale à Chatou, d’où elles furent transférées, en 1963, à l’initiative de son fils Gérard Bauër, au cimetière de Charonne, où depuis cette époque, une pierre tombale commémore sa mémoire.

## Personnalité et œuvre
Bauër est décrit dans la littérature d’époque comme un « beau géant » : haut d’environ 1,80 m, corpulent avec une imposante crinière tôt grisonnante et un teint vigoureux qui, avec l’âge, doit avoir ressemblé de plus en plus à son père biologique, Alexandre Dumas. Il était considéré comme irascible, polémique, mais très bienveillant envers tous les jeunes artistes que distinguait un « nouveau profil ». On ne lui connait en outre ni dispute ni duel ni liaison illégitime.
L’influence de Bauër sur la scène culturelle parisienne est décrite comme considérable. Un rapport contemporain le décrit comme le chantre de la critique de théâtre progressive et le grand adversaire des critiques traditionalistes, notamment Francisque Sarcey et Jules Lemaître. Quiconque a assisté à une générale connait son aspect frappant dans une baignoire ou une première loge. Sa parole avait force de loi, en particulier chez les artistes. Il a également généreusement mis cette influence, entre autres, au service de la programmation théâtrale (comme au Théâtre Libre) ou pour faire attribuer des rôles à ses actrices préférées.
La partie de son œuvre considérée comme la plus importante est par conséquent son activité journalistique, alors que ses tentatives d’écriture poétique ont été estimées, mais pas très réussies. En tant que journaliste, il se montrait dans ses chroniques et ses critiques de théâtre vigoureusement en faveur de l’égalité des femmes, contre la discrimination envers les homosexuels et les juifs, pour le désarmement et le pacifisme.